# 30035 Charlesliu
30035 Charlesliu este un asteroid din centura principală de asteroizi.

## Descriere
30035 Charlesliu este un asteroid din centura principală de asteroizi. A fost descoperit pe 29 februarie 2000 la Socorro, New Mexico, în cadrul proiectului LINEAR. Asteroidul prezintă o orbită caracterizată de o semiaxă mare de 2,59 ua, o excentricitate de 0,15 și o înclinație de 4,5° în raport cu ecliptica.